# 영안 (서진)
영안(永安)은 중국 서진(西晉) 혜제(惠帝)의 일곱 번째 연호이다. 304년 정월에서 304년 7월까지 7개월 동안 사용하였으며, 다시 304년 11월 1개월 동안 사용하였다. 304년 7월에 건무(建武)로 개원하였으나 11월에 다시 영안으로 돌아왔으며 12월에 영흥(永興)으로 개원하였다.
같은 시기에 사용된 다른 연호로는 저족(氐族)의 이류(李流)가 사용한 건초(建初 : 303년 ~ 304년), 성도왕(成都王) 이웅(李雄)이 사용한 건흥(建興 : 304년 ~ 306년), 전조(前趙)에서 사용한 원희(元熙 : 304년 ~ 308년)가 있다.

## 개원
태안(太安) 3년 1월 8일(304년 2월 29일)에 연호를 영안(永安)으로 개원함.
건무(建武) 원년 11월 12일(304년 12월 25일)에 연호를 다시 영안(永安)으로 재개원함.

## 연대대조표
| 영안                | 원년                           |
| 서력                | 304년                          |
| 육십간지 (六十干支) | 갑자(甲子)                     |
| 성도왕 이웅(李雄)   | 건초(建初) 2년 건흥(建興) 원년 |
| 전조 (前趙)         | 원희(元熙) 원년                |

## 삭일(1일)
| 영안 원년 (304년) | 1월             | 2월             | 3월             | 4월             | 5월             | 6월             | 7월             | 8월             | 9월             | 10월            | 11월            | 12월            |
| ----------------- | --------------- | --------------- | --------------- | --------------- | --------------- | --------------- | --------------- | --------------- | --------------- | --------------- | --------------- | --------------- |
| 삭일(음력)        | 기해일 (己亥日) | 기사일 (己巳日) | 무술일 (戊戌日) | 무진일 (戊辰日) | 정유일 (丁酉日) | 정묘일 (丁卯日) | 병신일 (丙申日) | 병인일 (丙寅日) | 병신일 (丙申日) | 을축일 (乙丑日) | 을미일 (乙未日) | 갑자일 (甲子日) |
| 율리우스력        | 304년 2월 22일  | 3월 23일        | 4월 21일        | 5월 21일        | 6월 19일        | 7월 19일        | 8월 17일        | 9월 16일        | 10월 16일       | 11월 14일       | 12월 14일       | 305년 1월 12일  |

## 같이 보기
- 다른 왕조의 같은 연호
  - 손오(孫吳) 영안(258년 ~ 264년)
  - 전량(前凉) 영안(314년 ~ 320년)
  - 북량(北凉) 영안(401년 ~ 412년)
  - 북위(北魏) 영안(528년 ~ 530년)
  - 서하(西夏) 영안(1098년 ~ 1100년)

- 중국의 연호

| 이전 연호 태안(太安) | 중국의 연호 서진(西晉) | 다음 연호 건무(建武) |

| 이전 연호 건무(建武) | 중국의 연호 서진(西晉) | 다음 연호 영흥(永興) |